# Мурджа, Алессандро
Алесса́ндро Му́рджа (итал. Alessandro Murgia, 9 августа 1996, Рим, Италия) — итальянский футболист, полузащитник клуба «СПАЛ», выступающий на правах аренды за румынский клуб «Германштадт».

## Клубная карьера

### Лацио
Мурджа является уроженцем Рима и воспитанником римской команды «Лацио». Был одним из основных игроков Симоне Индзаги в молодёжной команде, с переходом тренера в главную ожидался также и переход игрока. С сезона 2016/17 привлекается к основной команде, провёл с ней предсезонные сборы. 17 сентября 2016 года дебютировал в Серии А в поединке против «Пескары», выйдя на замену на 81-й минуте вместо Сергея Милинковича-Савича.

### СПАЛ
30 января 2019 года был отдан в аренду «СПАЛ». По итогу «СПАЛ» выкупает игрока по окончании аренды. Он забил первый гол 4 декабря, во время матча четвертого тура Кубка Италии, выигранного со счетом 5-1 против «Лечче».

### Перуджа
31 августа 2021 года отправился в аренду в «Перуджу».

### Германштадт
9 августа 2023 года Мурджа ушел в сезонную аренду в румынский клуб «Германштадт».